# Miki Nakamura
Miki Nakamura (en japonés: 中村美樹, Nakamura Miki; 12 de septiembre de 1992) es una deportista japonesa que compitió en tiro con arco, en la modalidad de arco recurvo.
Ganó una medalla de plata en el Campeonato Mundial de Tiro con Arco en Sala de 2014, en la prueba individual. Participó en los Juegos Olímpicos de Tokio 2020, ocupando el quinto lugar en la prueba por equipo.

## Palmarés internacional
| Campeonato Mundial en Sala | Campeonato Mundial en Sala | Campeonato Mundial en Sala | Campeonato Mundial en Sala |
| Año                        | Lugar                      | Medalla                    | Prueba                     |
| -------------------------- | -------------------------- | -------------------------- | -------------------------- |
| 2014                       | Nimes (Francia)            | Medalla de plata           | Individual                 |